# Melicoccus petiolulatus
Melicoccus petiolulatus är en kinesträdsväxtart som beskrevs av Acev.-rodr.. Melicoccus petiolulatus ingår i släktet Melicoccus och familjen kinesträdsväxter. Inga underarter finns listade i Catalogue of Life.